# Reformierte Kirche Pany

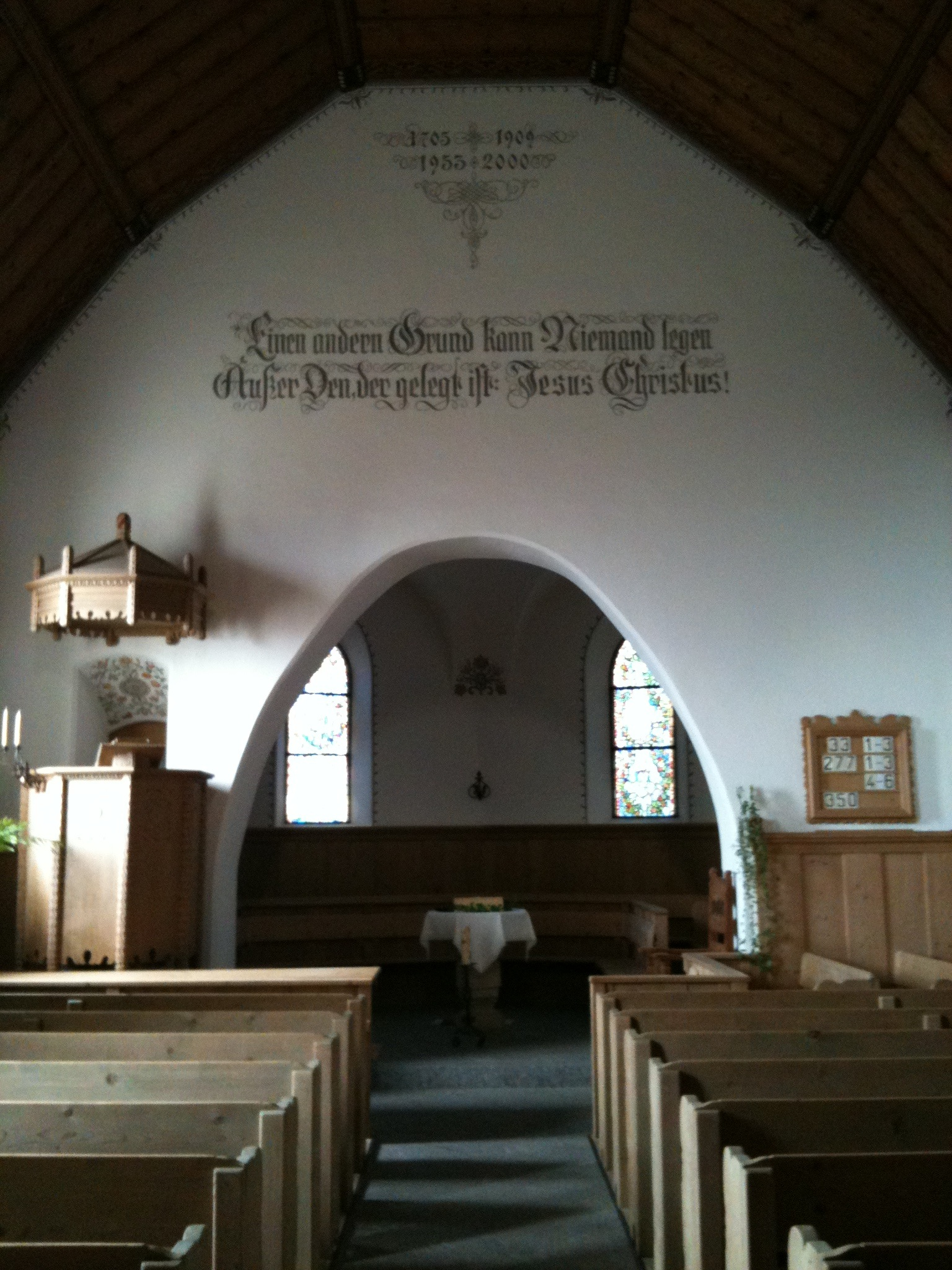
Blick durch das Schiff auf den Chor

Die reformierte Kirche in der Ortschaft Pany, der grössten Fraktion der Prättigauer Gesamtgemeinde Luzein, ist ein evangelisch-reformiertes Gotteshaus unter dem Denkmalschutz des Kantons Graubünden.

## Geschichte und Ausstattung
Erbaut wurde die Kirche in historisierendem nachgotischen Stil 1705, als sich im Prättigau die konfessionelle und politische Lage nach den Verheerungen der Bündner Wirren wieder beruhigte. Mutterkirche der Einwohner von Pany war bis dahin die Luzeiner Kirche gewesen, noch früher diejenige in Jenaz. Der Kirchturm erhielt 1909 von Nicolaus Hartmann jun. einen markanten Spitzhelm.
Unter dem Giebel des zur Strasse hin zeigenden Vordaches ist der Liedvers Näher, mein Gott, zu dir aufgemalt.
Das Kircheninnere überrascht angesichts des Baujahrs durch das Fehlen jeglicher Stilelemente des Barock. Es präsentiert sich als kompakter Raum mit deutlich abgegrenztem, dreiseitig geschlossenen Chor, in dessen Mitte ein Taufstein steht, auf dem nach Bündner reformierter Tradition auch das Abendmahl gefeiert wird.
Die Kanzel mit krönendem Schalldeckel befindet sich links an der Trennwand zum Chor im Kirchenschiff.

## Kirchliche Organisation
Die Evangelisch-reformierte Landeskirche Graubünden führt Luzein-Pany mit ihren beiden Predigtkirchen als eigenständige Kirchgemeinde.

## Galerie

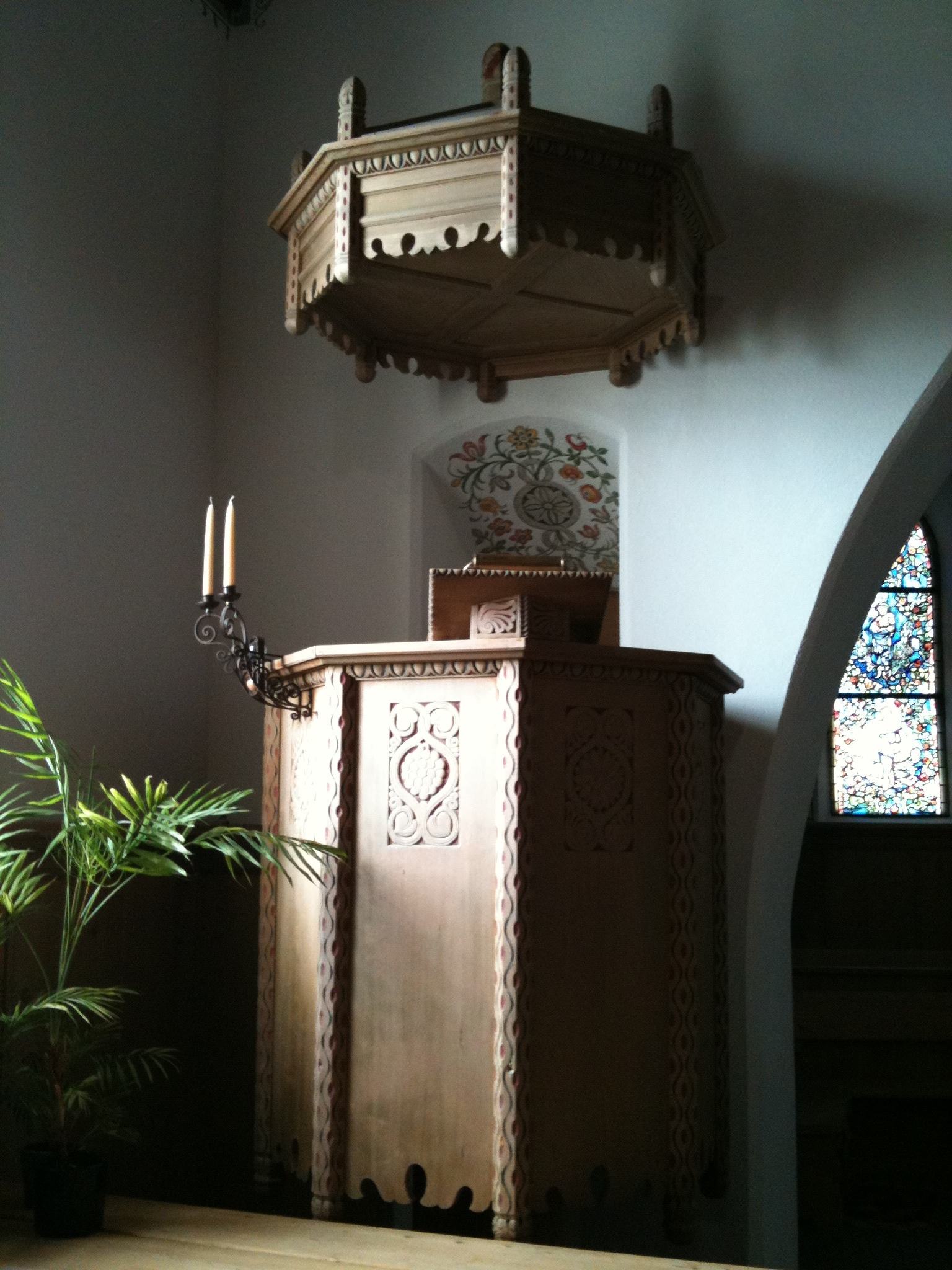
Kanzel
Glasfenster im Chor
Glasfenster im Chor